# Christian Høegh-Guldberg (kunstfyrværker)
 Der er flere personer med dette navn, se Christian Høegh-Guldberg.
Hans Jørgen Christian Høegh-Guldberg (2. august 1802 i København – 8. december 1879 sammesteds) var en dansk officer, kunstfyrværker og postmester.
Han var søn af Frederik Høegh-Guldberg og Marie Cathrine født Bilsted, blev artillerikadet 1819, stykjunker 1820 og sekondløjtnant i artilleriet 1822. I 1831 søgte han sin afsked fra hæren og og blev postmester i Vordingborg, 1836 tillige overkrigskommissær. 1843-45 var han konstitueret postinspektør for kongeriget, men tog allerede 1847 sin afsked fra postvæsenet for i stedet at blive kunstfyrværker ved Tivoli, som Georg Carstensen havde åbnet i 1843.
Fyrværkeriet gennemlevede i de år en renæssance, for i årene 1833-35 havde man opfundet kulørte satser, og det var blevet muligt at udføre komplicerede arkitektoniske figurer, blomster, fontæner, stjerner, glorier, og mosaikker i fyrværkeri. Det var meget farefuldt arbejde at fremstille satserne, men Høegh-Guldberg slap uskadt fra sin metier, og 27. august 1857 skrev Berlingske Tidende, at kong Frederik VII og hans gemalinde, Grevinde Danner, uventet havde aflagt Tivoli en visit kl. 10 aftenen før og set Høegh-Guldbergs festfyrværkeri, der bl.a. bestod af en gengivelse af Frederiksborg Slot. Fyrværkeriet gjorde så stort indtryk på kongen, at han den 31. august 1857 fik sin kabinetssekretær til at sende Høegh-Guldberg medaljen Ingenio et arti.
Den 27. august 1857 stod Høegh-Guldberg i øvrigt i spidsen for fremvisningen af den første kulbuelampe i Danmark på Christiansborg Ridebane. Kl. 20:30 blev lampen tændt for publikum.
Han var også dygtig på andre områder. Senere i livet udgav han et utal af håndbøger, som udkom i flere oplag:
- Den fuldstændige Lakering og Forgyldning, saavel for Kunstnere som Haandværkere (1864)
- Haandbog i Conditoriet for større og mindre Huusholdninger, indeholdende foruden alle forskjellige Slags Bonbons... tillige Anviisninger... til meer end 200 Kager (1865)
- Haandbog i Gjærbageriet eller Bagningen af Hvedebrød, The-, Kaffe- og Chokoladebrød nærmest med Hensyn til Beboerne paa Landet (1865)
- Praktisk Haandbog i Lystfyrværkeri, til Brug saavel for Fyrværkere som Dilettanter (1865)
- Damernes Parfumebog eller fuldstændig Anviisning til at tilberede Parfumer (1866)
- Uundværlig Haandbog for Enhver, indeholdende flere Tusinde nyttige Anviisninger (1867)
- Skøiteløberkunsten eller Anviisning til Skøiteløbning saavel for Begyndere som Viderekomne (1867)
- Et Hundrede og Fem og Tyve Kabaler i Kortspil (1867)
- Nyeste dansk Spillebog eller Anviisning til alle Selskabsspil og de mest brugelige Hazardspil (1868)
- Uundværlig Haanbog for Enhver, indeholdende flere Tusinde Anvisninger for Kunstnere og Haandværkere (1870)
- Selverhverv med flere Tusinde praktiske Meddelelser/praktisk Haandbog for Udvandrere (1871)

Høegh-Guldberg døde i 1879. Han er begravet på Assistens Kirkegård.